# Transport à Nantes
Les transports à Nantes se répartissent en transports automobiles, ferroviaires, urbains, fluviaux et aériens. La tendance est au développement des déplacements doux.
C'est notamment pour sa politique de déplacements urbains privilégiant les transports en commun et les circulations douces (piétons, vélos…) que Nantes a été désignée comme Capitale verte de l’Europe en 2013. Elle est à ce jour la seule ville française à avoir reçu cette distinction.

## Transports automobiles

### À l'échelon national

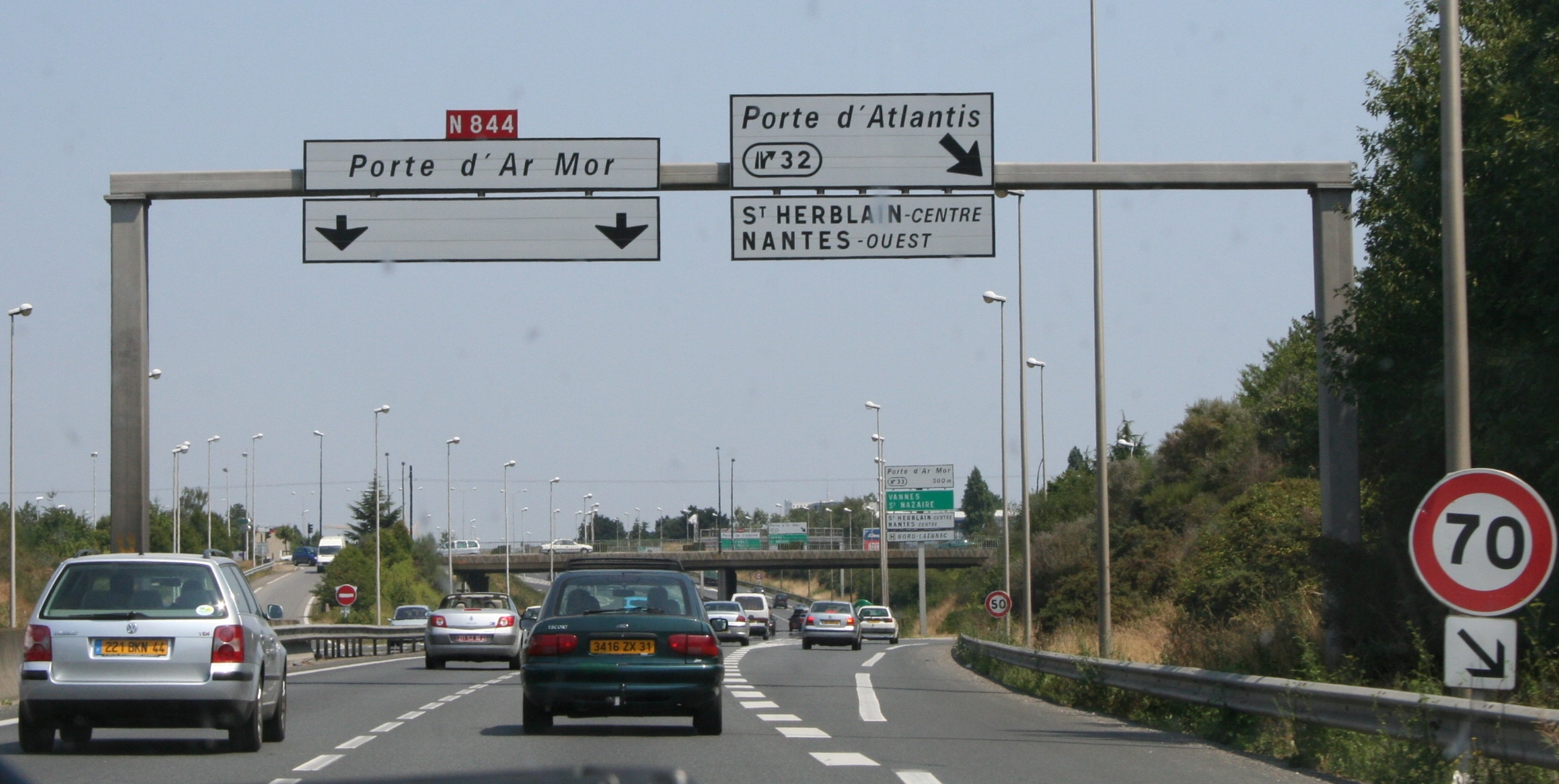
Le Boulevard périphérique de Nantes à hauteur de la porte d'Atlantis.

Nantes est un nœud routier et autoroutier de la façade atlantique française, sur la route la plus simple depuis la Bretagne et la Basse-Normandie vers le Grand Sud-Ouest français. Elle se trouve sur l'Autoroute des Estuaires (des Flandres au Pays basque).
La présence de l'estuaire de la Loire oblige les flux routiers à transiter par le boulevard périphérique de Nantes, régulièrement encombré aux heures de pointe le matin et le soir. En effet, il n'existe pour l'instant aucun pont sur la Loire entre celui de Saint-Nazaire et celui de Cheviré où transitent 100 000 véhicules chaque jour sur les 2x3 voies du pont. La transition sur le périphérique nantais pour se rendre du nord-ouest au sud-ouest est donc quasiment inévitable provoquant une circulation très dense lors de grands départs en vacances.

### Accès autoroutiers zone urbaine
La ville de Nantes a fait le choix depuis la fin des années 1990 de réduire la circulation automobile en centre-ville.
À cette fin, le périphérique joue une fonction importante dans la fluidification des trafics routiers urbains et périurbains. Sa réalisation est achevée par la construction du pont de Cheviré au-dessus de la Loire, en aval de Nantes. De nombreux autres ponts furent également créés afin de réguler la circulation.
Avec 43 km, le boulevard périphérique de Nantes est le deuxième plus grand en France après celui de Bordeaux. À l'intérieur de son anneau se trouvent la commune de Nantes en presque totalité et celles de Rezé, de Saint-Sébastien-sur-Loire au sud. Les accès à la ville se font par les différentes portes qui jalonnent ce périphérique. Il permet ainsi de contourner la ville par le nord et par le sud, numéroté A844 au nord et RN844 au sud. Ce fractionnement montre sa construction par étapes à partir des différents axes principaux rejoignant Nantes.
Plusieurs autoroutes et routes nationales permettent d'accéder au périphérique nantais : 
- l'autoroute A11 depuis Angers et Paris ;
- l'autoroute A83 depuis Niort et Bordeaux ;
- l'autoroute A82 (puis RN165) depuis Saint-Nazaire et Brest (travaux de mise aux normes autoroutières par l'élargissement de la route à deux fois trois voies entre Nantes et Savenay, avant une portion en deux fois quatre voies sur 1,5 kilomètre avant la bifurcation vers Saint-Nazaire) ;
- la RN137 depuis Rennes.

L'autoroute A811 permet de relier l'échangeur de Vieilleville (numéro 22) de l'A11 à la Porte d'Anjou (échangeur numéro 42 du périphérique). Elle fut d'abord construite à deux fois deux voies entre l'échangeur de Vieilleville de l'A11 et l'échangeur de la Madeleine avec la RN23 (devenue D723 depuis 2006) et deux fois une voie entre cet échangeur et la porte d'Anjou. À la fin des années 1990 cette section fut portée à deux fois deux voies. Elle fut l'unique accès à l'A11 depuis Nantes jusqu'à l'achèvement du prolongement de celle-ci jusqu'au périphérique Nord en 1993.

### Autopartage
Par ailleurs, Nantes a été dotée en 2008 d'un système d'autopartage baptisé « Marguerite » en partenariat avec la ville de Nantes, le réseau TAN et le vélopartage « Bicloo ».

## Transports en commun

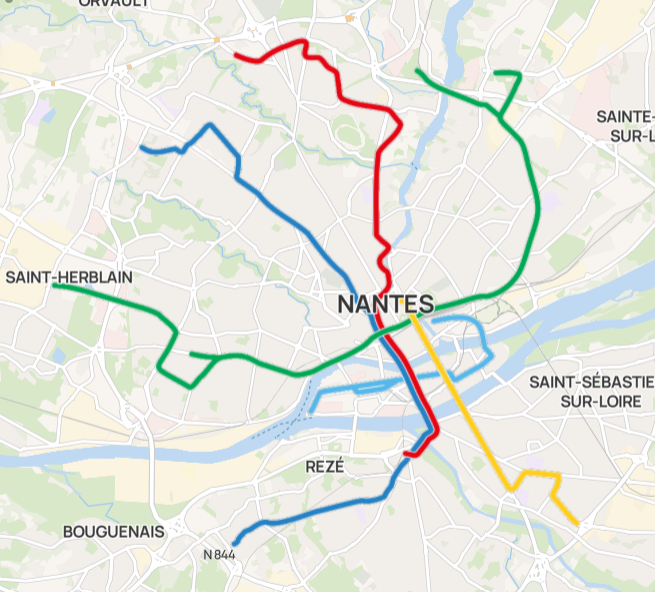
Plan du tramway et du Busway de Nantes.

L'agglomération nantaise possède un réseau de transports en commun payant géré par la Semitan. Celui-ci est constitué notamment d'un réseau de trois lignes de tramway qui en 2010, avec ses 41,4 km, est le plus fréquenté de France (266 300 usagers sur l'année). Plusieurs projets de développement de ce réseau sont en cours, notamment la création de trois nouvelles lignes en 2026 ou la connexion des lignes 1 et 2 au nord de l'agglomération via le pont de la Jonelière.
Deux lignes de Busway viennent également compléter la liste des lignes dites « armatures » du réseau : les lignes 4 et 5.
Il existe également un réseau de bus constitué de huit lignes Chronobus et d'une cinquantaine de lignes régulières (sans compter les services scolaires annexes) qui sillonnent Nantes et son agglomération.
Enfin, Nantes dispose aussi d'un service de transport en commun fluvial appelé Navibus et disposant de trois lignes : deux sur la Loire (lignes N1 et N2) et une sur l'Erdre (ligne N3, anciennement « Passeur Erdre »). On trouve aussi deux services de bacs gérés par le conseil départemental de la Loire-Atlantique et disposant de deux lignes reliant d'une part Le Pellerin à Couëron, et d'autre part Indret à Basse-Indre (qui sont des parties de la commune d'Indre). Ils permettent de traverser la Loire en aval du pont de Cheviré.
Son réseau de transports en commun a valu à Nantes Métropole et à la Semitan de se voir décerner plusieurs prix Civitas (en),.

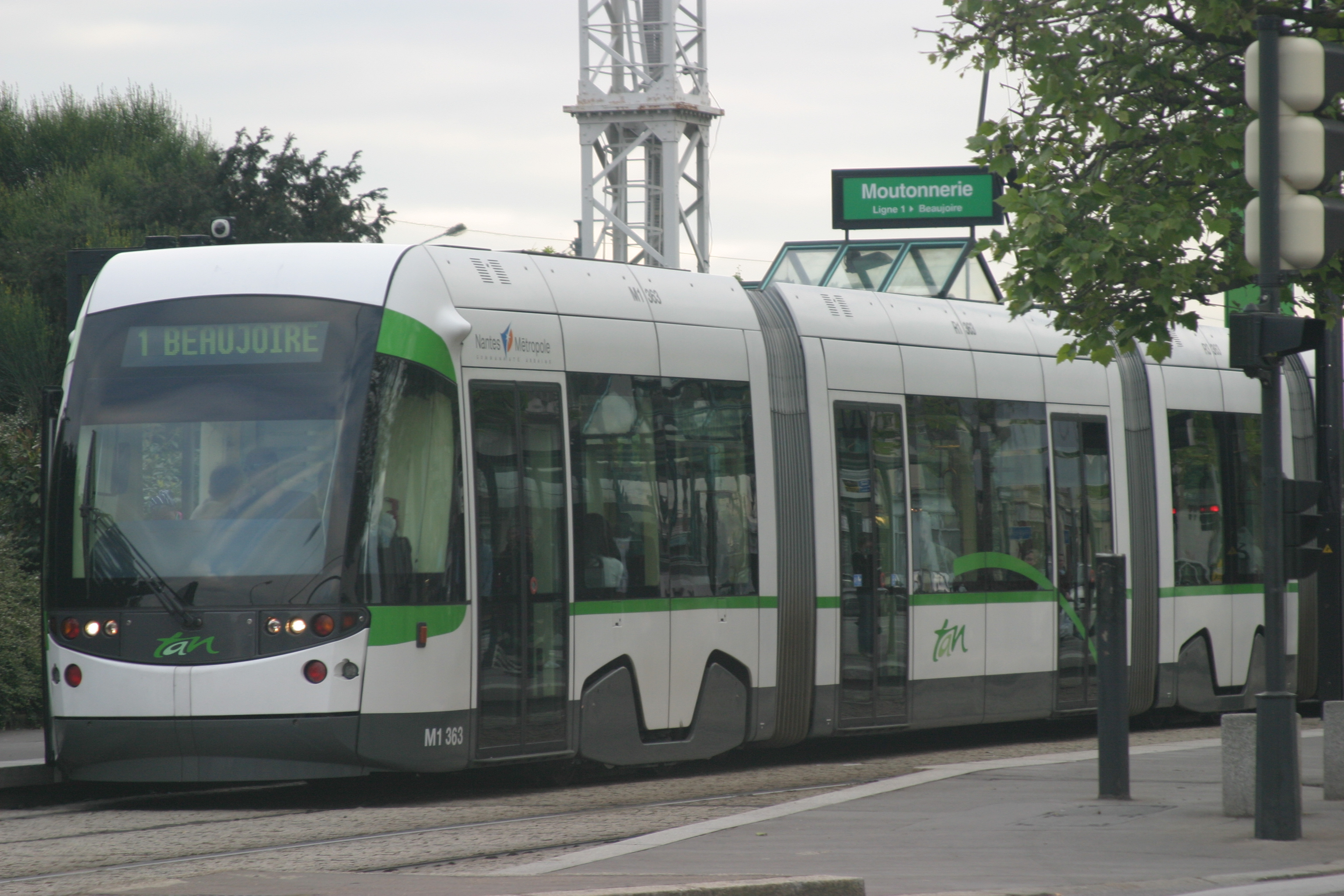
Rame de tramway sur la ligne 1 à la station Moutonnerie
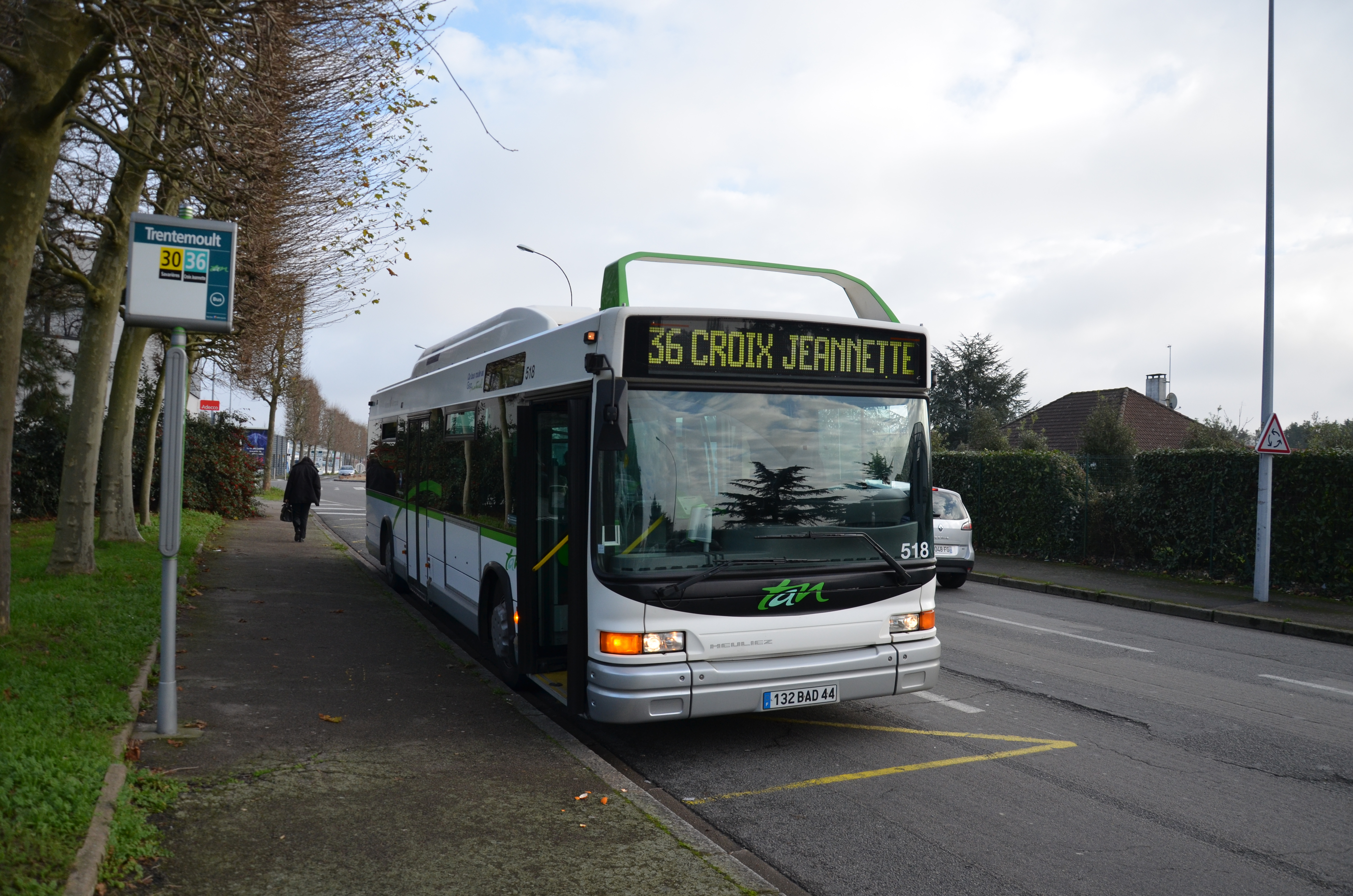
Un bus du réseau d'autobus nantais
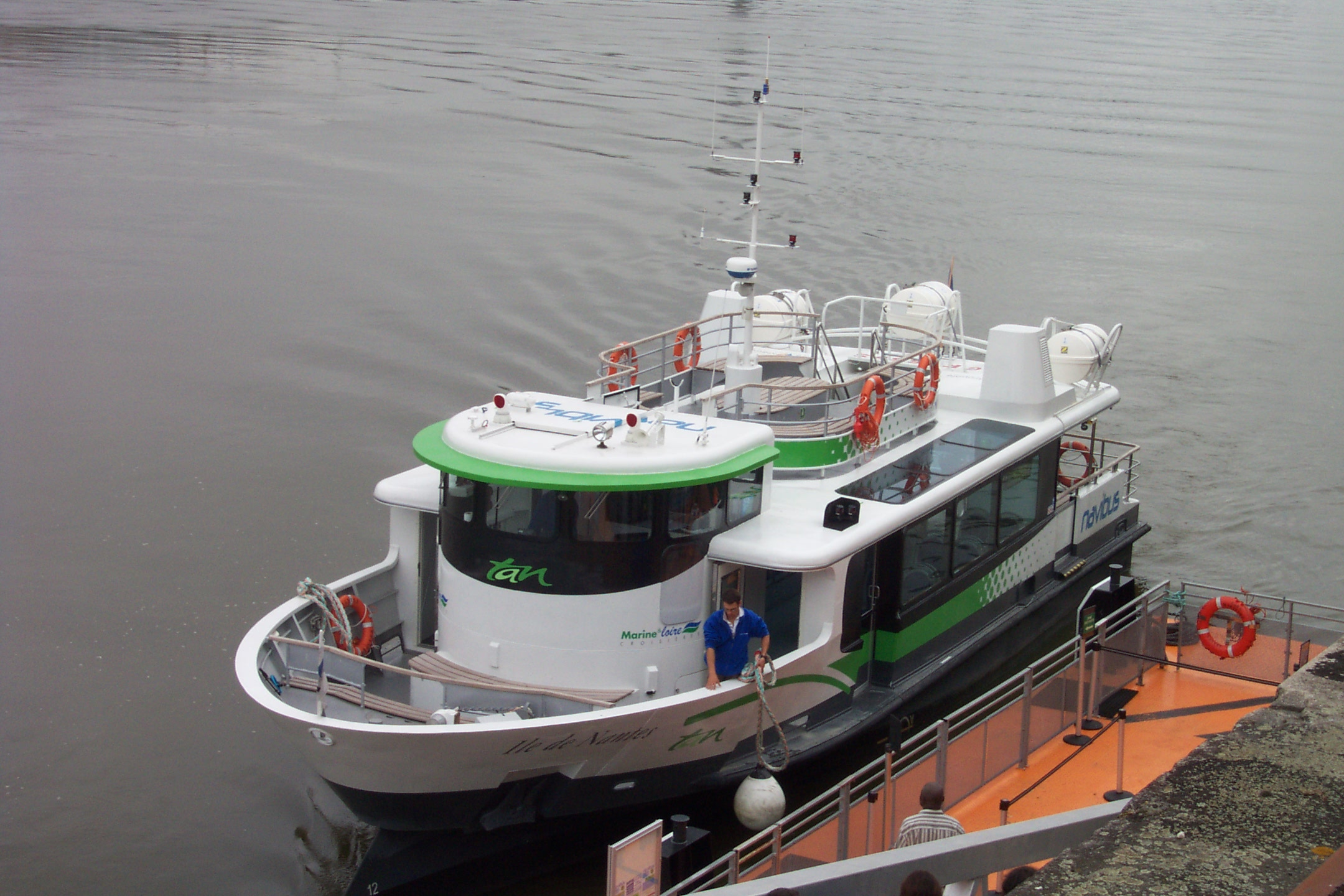
Le bateau Île de Nantes du réseau Navibus

## Transports ferroviaires

### À l'échelon national

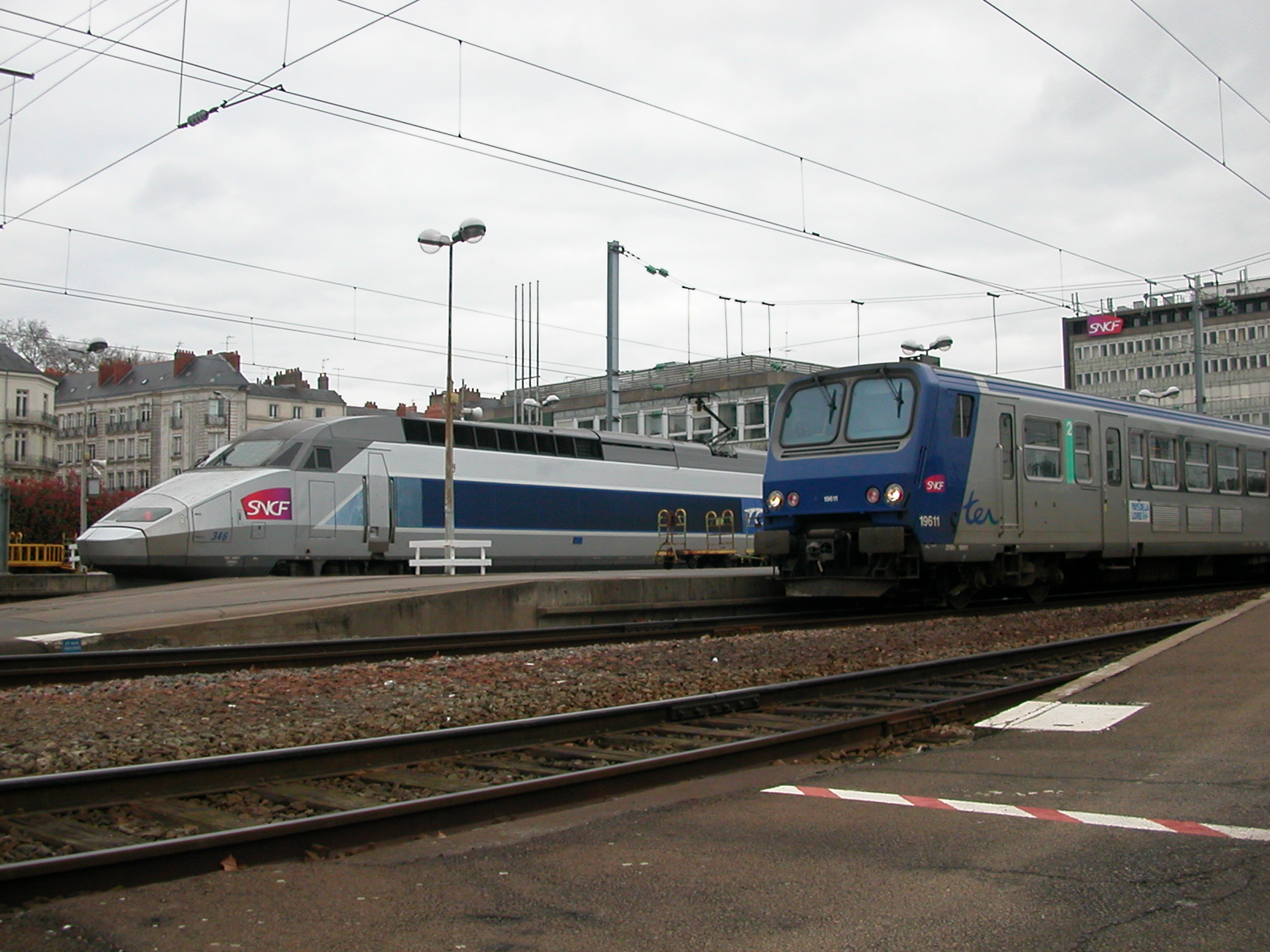
Le TGV et le TER en gare de Nantes

Nantes est reliée par le réseau de la SNCF au reste de la France. La gare de Nantes est une destination des TGV Atlantique en provenance de Paris, mais aussi de Lyon, Marseille, Lille ou Strasbourg. 
Une vingtaine d’allers-retours quotidiens sur Paris est assurée. Le trajet Paris-Nantes sans escale est effectué en deux heures. C'est l'une des lignes ferroviaires les plus fréquentées de France avec plus de trente millions de voyageurs depuis l'inauguration en 1989 du service du TGV sur cette ligne. La ligne TGV dessert notamment entre Paris et Nantes, les villes du Mans et d'Angers. Après Nantes, deux lignes principales se constituent :
- vers l'ouest, desservant à partir de Savenay, soit la côte de la Loire-Atlantique (Saint-Nazaire, Pornichet, La Baule, Le Croisic), soit la région Bretagne (Redon, Vannes, Lorient, Quimper, et Rennes à partir de Redon). Afin de rejoindre Savenay, la ligne passe sous le centre-ville, par l'intermédiaire du tunnel ferroviaire de Chantenay, constitué d'une tranchée couverte aménagée dans un ancien bras remblayé de la Loire et d'un tunnel creusé sous la Butte Sainte-Anne à partir du niveau de la médiathèque Jacques-Demy. Par cette section de 3 094 mètres transitent 800 000 tonnes d'hydrocarbures par an, ce qui présente une dangerosité importante accentuée par les difficultés d'intervention éventuelle ; ce tunnel était classé en 1999 parmi les trente-et-un tunnels les plus dangereux de France[8]. Il a remplacé en 1956 la ligne qui longeait la Loire et desservait la gare de la Bourse, sur les quais ;
- vers le sud, par le pont de la Vendée, en direction de la Vendée (desservant La Roche-sur-Yon, Les Sables-d'Olonne, etc.), puis la côte Atlantique (La Rochelle, Bordeaux, etc.)

De Nantes, partent également des lignes secondaires TER vers Pornic, Challans et Saint-Gilles-Croix-de-Vie (via Sainte-Pazanne).
La gare de Nantes dispose de deux accès : l'accès nord, datant des années 1960, est constitué d'un vaste bâtiment abritant un hall spacieux et de quelques commerces. L'accès sud a quant à lui été inauguré en 1989, lors de l'arrivée du TGV dans la cité des Ducs. Le but était de désengorger la gare nord mais surtout de créer un accès direct à la cité des Congrès, achevée en 1991. Cette gare sud est constituée d'un grand hall moderne, et de divers commerces. Elle est reliée à la partie nord par deux tunnels souterrains, par lesquels on accède aux quatorze voies qui composent la gare. Lors des grands départs en vacances, la gare est souvent saturée et frôle l'asphyxie.
En prévision d'une fréquentation toujours croissante qui doit avoisiner les 25 millions de passagers dans les prochaines années, des travaux d'agrandissement sont entamés en 2017 consistant notamment en la construction d'une galerie commerçante au-dessus des voies à partir de laquelle on pourra accéder aux quais par l'intermédiaire d'escalators et d'ascenseurs. Ces travaux ont pris fin en 2020.
Le trafic de fret ferroviaire concentré essentiellement sur l'ancienne gare de l'État doit également faire l'objet d'une restructuration importante, par le transfert de cette activité à l'horizon 2022, vers l'ancienne gare de triage du Grand-Blottereau dans le quartier de Doulon.

### En zone urbaine et périurbaine

#### Dessertes TER
Les seize gares SNCF de l'agglomération nantaise sont accessibles avec la tarification du réseau TAN : Nantes, Haluchère-Batignolles, Babinière,  Erdre-Active, La Chapelle-Centre, La Chapelle-Aulnay, Thouaré, Mauves, Saint-Sébastien-Pas Enchantés, Saint-Sébastien-Frêne Rond, Vertou,  Rezé - Pont-Rousseau, Bouaye, Chantenay, La Basse-Indre - Saint-Herblain et Couëron.
Ces gares sont desservies par le réseau TER Pays de la Loire.

#### Dessertes tram-train
Le réseau TER dispose également de deux lignes de type tram-train :
- Nantes - Clisson : l'électrification d'une partie de la Ligne Nantes - Saintes (vers La Roche-sur-Yon et Les Sables-d'Olonne) a permis la mise en service en 2010 d'une liaison entre Nantes et Clisson, prévue depuis des années[12].
- Nantes - Châteaubriant : l'ancienne ligne de Nantes à Châteaubriant a été rouverte au trafic voyageur sous la forme d'un tram-train le 28 février 2014[13]. La construction d'un tronçon vers le futur aéroport international de Nantes situé à Notre-Dame-des-Landes et qui serait ainsi greffé à la ligne au niveau de La Chapelle-sur-Erdre, est aussi à l'étude.

Dans un premier temps, sept des rames Alstom Citadis Dualis commandées pour la ligne Nantes-Châteaubriant sont affectées à la ligne Nantes-Clisson en septembre 2010. L'atelier de maintenance des trams-trains est implanté à Doulon.

## Déplacements doux

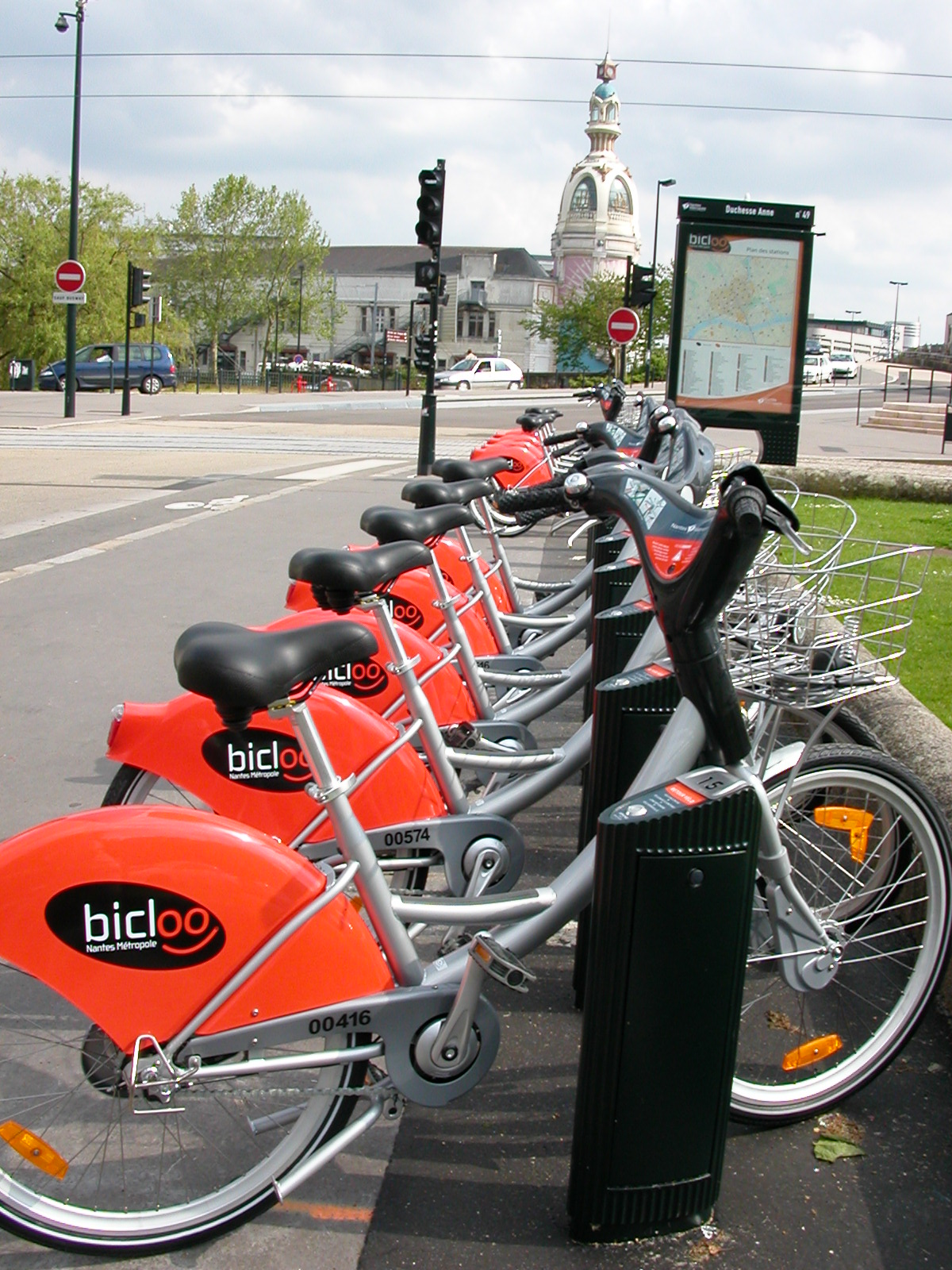
Bicloo à la station de tram « Duchesse Anne - Château des Ducs ».

### Cyclistes
L'agglomération nantaise possède un réseau cyclable de 373 km dont l'expansion est l'un des objectifs du plan de déplacements urbains 2000-2010 de Nantes Métropole. La ville est reliée à l'itinéraire inter-régional de la Loire à vélo, qui constitue une portion de l'EuroVelo 6.
Par ailleurs, Nantes a été dotée, en mai 2008, d'un système de vélopartage baptisé « Bicloo » et géré par JCDecaux pour le compte de la métropole.

### Piétons
Le réaménagement de nombreux espaces publics du centre-ville, qu'il s'agisse du quartier Bouffay, des abords de l'île Feydeau, du château des ducs de Bretagne, du cours des 50-Otages, des places du Commerce, Royale, de Bretagne ou Graslin, a permis à l'essentiel du centre historique de Nantes d'être transformé en zone piétonne. Les travaux d'urbanisme dans les autres quartiers de la ville tendent à réduire la place de l'automobile, en intégrant désormais des plans de déplacements doux réservés aux piétons et aux cyclistes.

## Transports aériens

### Aéroport Nantes Atlantique

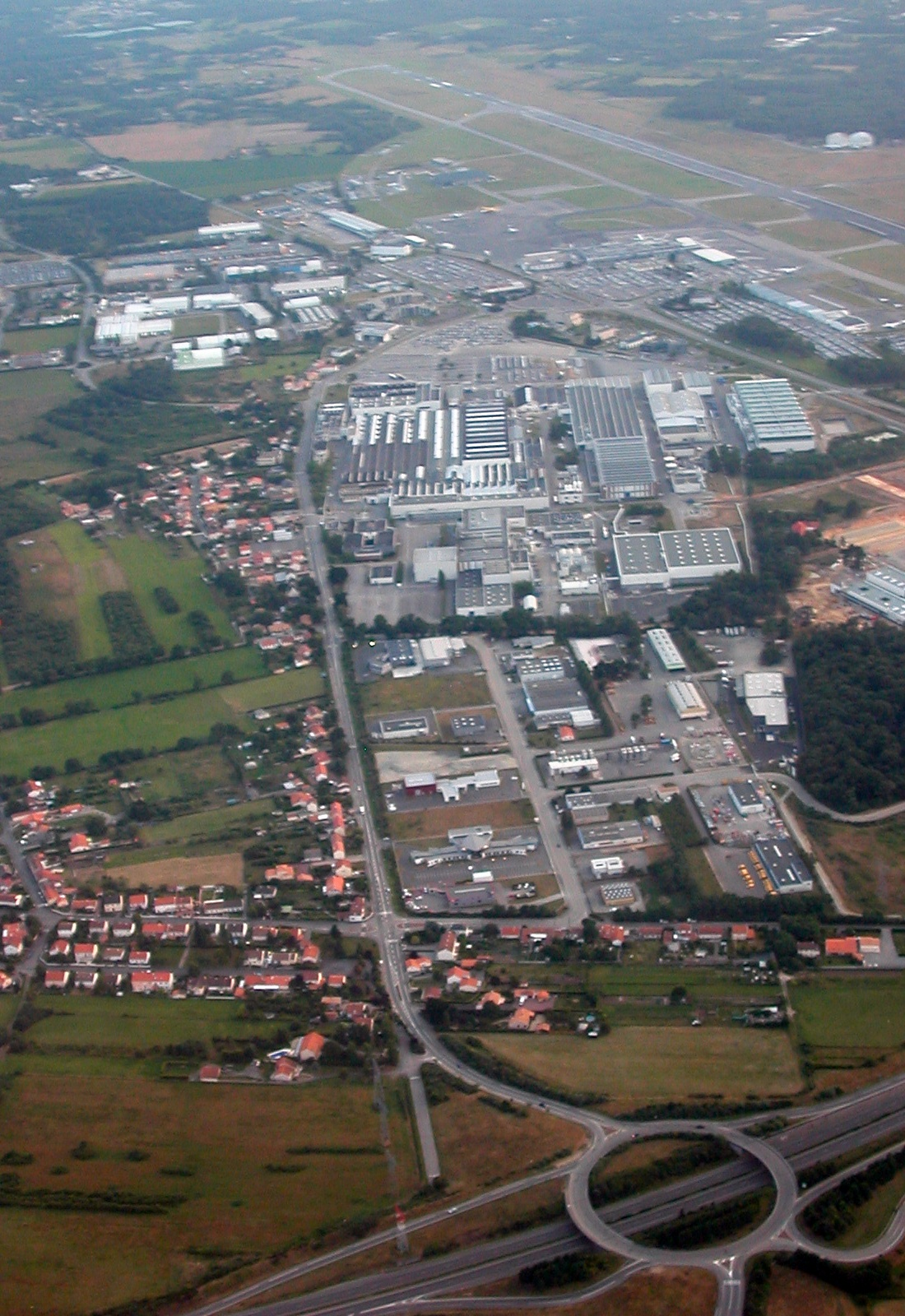
L'Aéroport Nantes Atlantique (au second plan).

L’aéroport Nantes Atlantique est situé au sud-ouest de l’agglomération, à cheval sur le territoire des communes de Bouguenais et Saint-Aignan-Grandlieu. En 2014, le trafic s'est établi à 4,157 millions de passagers (3,031 millions en 2010). L'aéroport de Nantes Atlantique possède actuellement une capacité de traitement de 3,5 millions de passagers par an.
Afin de remplacer l'aéroport Nantes Atlantique, le 10 février 2008, un décret d'utilité publique a été signé pour la construction d'un nouvel aéroport à Notre-Dame-des-Landes, au nord-ouest d'agglomération, sous réserve que celui-ci soit construit selon les normes de haute qualité environnementale. Mais ce projet soulève de nombreuses protestations et est finalement abandonné par l'État le 17 janvier 2018.